# Гипоксисовые
Гипоксисовые (Hypoxidaceae) — семейство цветущих растений, помещаемое в порядок спаржецветные класса однодольных. 
Семейство было признано систематиками лишь недавно. Система классификации цветковых растений APG III (2009), изменившаяся по сравнению с версиями 2003 и 1998 годов, признает это семейство. Семейство составляют примерно 6 родов, суммарно включающих одну-две сотни видов.
Представители семейства — травы малых и средних размеров, с узкими листьями и незаметным стеблем, видоизмененным в клубнелуковицу или корневище. Трехчленные радиально-симметричные цветки собраны на концах безлистых цветоносов. Завязь нижняя, со временем развивается в коробочку или ягоду.

## Таксономия
В семействе выделяют следующие роды:
- Curculigo
- Empodium
- Hypoxidea
- Hypoxis — гипоксис
- Pauridia
- Rhodohypoxis
- Spiloxene